# Guerre du Puget Sound
Guerres indiennes
La guerre du Puget Sound est un conflit armé qui eut lieu en 1855-1856 dans la région du Puget Sound dans le territoire de Washington aux États-Unis entre l'armée des États-Unis et des membres des peuples Nisqually, Muckleshoot, Puyallup et Klickitat.
Elle a pour origine le traité de Medicine Creek signé en 1854 par lequel les Amérindiens durent abandonner une partie de leurs terres. Après leur reddition, le chef Leschi des Nisqually fut capturé puis condamné pour le meurtre d'un milicien au début du conflit et fut pendu le 19 février 1858.